# Kadeem Allen
Kadeem Frank Allen (Wilmington, 15 gennaio 1993) è un cestista statunitense.

## Carriera
Allen ha iniziato la sua carriera universitaria all'Hutchinson Community College in Kansas, dove, da freshman, ha registrato una media di 17,3 punti, 5,3 rimbalzi e 2,5 palle rubate a partita. Nel secondo anno ha aumentato il suo rendimento a 25,9 punti per gara, con 5,9 assist e 2,3 palle rubate, venendo nominato nel 2014 Giocatore dell'Anno sia dalla National Association of Basketball Coaches (NABC) che dalla National Junior College Athletic Association (NJCAA).
Successivamente si è trasferito alla University of Arizona, dove ha giocato per i Wildcats. Nella sua stagione da senior ha segnato 9,8 punti, 4,0 rimbalzi e 1,6 palle rubate a partita, ottenendo un posto nella seconda squadra All-Pac-12 e nell'All-Defensive team.
È stato selezionato dai Boston Celtics al secondo giro del draft NBA 2017 con la 53ª scelta assoluta. Con i biancoverdi ha firmato il primo contratto "two-way" della franchigia, che prevedeva una divisione del suo utilizzo tra i Celtics e tra i Maine Red Claws, loro affiliati nella lega di sviluppo G League. Il 29 gennaio 2018 è stato nominato giocatore della settimana della G League dopo aver registrato una media di 38 punti a partita, che includeva una partita da 46 punti contro i Long Island Nets. In NBA, invece, quell'anno ha giocato 18 partite a 1,1 punti di media. Il 15 luglio 2018 è stato svincolato dai Celtics.
Allen è stato poi firmato dai New York Knicks il 25 luglio 2018, ma è stato rilasciato dalla squadra il 13 ottobre 2018. Successivamente, è stato ingaggiato dal loro team affiliato in G League, i Westchester Knicks, per il training camp. Il 14 gennaio 2019 Allen ha firmato un contratto "two-way" con i New York Knicks, che gli ha permesso di alternare presenze in NBA ad altre in G League. È stato svincolato un anno e mezzo dopo, nel giugno 2020. In totale, con gli arancioblù ha disputato 29 partite in NBA.
Nel luglio 2020 ha firmato con il JL Bourg, squadra della LNB Pro A francese con la quale ha registrato una media di 9,6 punti e 2,7 assist a partita nelle partite di Eurocup e 8,9 punti e 2,5 assist in campionato.
Il 25 gennaio 2021 Allen è ingaggiato dalla squadra statunitense dei Canton Charge, ma è stato svincolato il successivo 6 febbraio. Il 19 giugno 2021, Allen ha firmato con l'Hapoel Haifa, club della massima serie israeliana in cui è rimasto due stagioni, realizzando 13,9 punti e 3,4 assist di media al primo anno e 15,7 punti e 4,3 assist al secondo. Dal giugno al luglio 2023 ha avuto una breve parentesi con i Calgary Surge della Canadian Elite Basketball League.
Il 17 agosto 2023 è diventato ufficialmente un giocatore della Pallacanestro Forlì 2.015, formazione impegnata nel campionato di Serie A2 2023-2024. I romagnoli hanno chiuso il proprio girone ampiamente al primo posto in classifica, con un bilancio di 26 vittorie e 6 sconfitte ottenuto anche grazie ai 14,3 punti e ai 2,3 assist a partita di Allen. In occasione dell'ultima giornata della fase a orologio sul campo di Latina, tuttavia, il giocatore si è procurato una lesione completa del tendine d'Achille della caviglia sinistra, infortunio che lo ha costretto ad un lungo stop. Nel frattempo il club biancorosso, privo appunto di uno dei suoi due giocatori americani in rosa, è stato eliminato nelle semifinali play-off dalla Pallacanestro Trieste con un secco 0-3.

## Statistiche

### NCAA
| Anno      | Squadra          | PG | PT | MP   | TC%  | 3P%  | TL%  | RP  | AP  | PRP | SP  | PP  |
| --------- | ---------------- | -- | -- | ---- | ---- | ---- | ---- | --- | --- | --- | --- | --- |
| 2015-2016 | Arizona Wildcats | 34 | 27 | 24,9 | 46,5 | 36,0 | 70,5 | 3,1 | 3,6 | 1,0 | 0,8 | 8,4 |
| 2016-2017 | Arizona Wildcats | 34 | 33 | 30,0 | 45,3 | 42,7 | 74,1 | 4,0 | 3,0 | 1,6 | 0,6 | 9,8 |
| Carriera  | Carriera         | 68 | 60 | 27,5 | 45,9 | 40,0 | 72,5 | 3,6 | 3,3 | 1,3 | 0,7 | 9,1 |

#### Massimi in carriera
- Massimo di punti: 18 (2 volte)[15]
- Massimo di rimbalzi: 8 vs New Mexico (20 dicembre 2016)
- Massimo di assist: 10 vs Oregon (28 gennaio 2016)
- Massimo di palle rubate: 5 vs Texas A&M (17 dicembre 2016)
- Massimo di stoppate: 3 (3 volte)
- Massimo di minuti giocati: 47 vs Southern California (9 gennaio 2016)

### NBA

#### Regular season
| Anno      | Squadra        | PG | PT | MP   | TC%  | 3P%  | TL%  | RP  | AP  | PRP | SP  | PP  |
| --------- | -------------- | -- | -- | ---- | ---- | ---- | ---- | --- | --- | --- | --- | --- |
| 2017-2018 | Boston Celtics | 18 | 1  | 5,9  | 27,3 | 0,0  | 77,8 | 0,6 | 0,7 | 0,2 | 0,1 | 1,1 |
| 2018-2019 | N.Y. Knicks    | 19 | 1  | 21,9 | 46,1 | 47,2 | 77,8 | 2,7 | 4,0 | 0,8 | 0,2 | 9,9 |
| 2019-2020 | N.Y. Knicks    | 10 | 0  | 11,7 | 43,2 | 31,3 | 63,6 | 0,9 | 2,1 | 0,5 | 0,2 | 5,0 |
| Carriera  | Carriera       | 47 | 2  | 13,6 | 43,5 | 34,9 | 75,7 | 1,5 | 2,3 | 0,5 | 0,2 | 5,5 |

#### Massimi in carriera
- Massimo di punti: 25 vs Cleveland Cavaliers (11 febbraio 2019)[16]
- Massimo di rimbalzi: 5 (2 volte)
- Massimo di assist: 9 vs Atlanta Hawks (14 febbraio 2019)
- Massimo di palle rubate: 3 (2 volte)
- Massimo di stoppate: 1 (8 volte)
- Massimo di minuti giocati: 35 vs Boston Celtics (1º febbraio 2019)

### G League
| Anno      | Squadra         | PG | PT | MP   | TC%  | 3P%  | TL%  | RP  | AP  | PRP | SP  | PP   |
| --------- | --------------- | -- | -- | ---- | ---- | ---- | ---- | --- | --- | --- | --- | ---- |
| 2017-2018 | Maine Red Claws | 34 | 33 | 34,5 | 44,9 | 30,0 | 73,2 | 5,5 | 4,9 | 2,2 | 0,6 | 17,7 |
| 2018-2019 | Westch. Knicks  | 39 | 39 | 31,8 | 45,1 | 42,5 | 76,6 | 5,4 | 6,3 | 1,5 | 0,4 | 15,3 |
| 2019-2020 | Westch. Knicks  | 24 | 24 | 28,8 | 39,5 | 26,1 | 82,8 | 4,8 | 5,1 | 1,3 | 0,7 | 13,8 |
| Carriera  | Carriera        | 97 | 96 | 32,0 | 43,7 | 32,4 | 76,2 | 5,3 | 5,5 | 1,7 | 0,6 | 15,8 |

### Eurocup
| Anno      | Squadra         | PG | PT | MP   | TC%  | 3P%  | TL%  | RP  | AP  | PRP | SP  | PP  |
| --------- | --------------- | -- | -- | ---- | ---- | ---- | ---- | --- | --- | --- | --- | --- |
| 2020-2021 | Bourg-en-Bresse | 9  | 3  | 19,0 | 50,0 | 41,2 | 75,0 | 1,7 | 2,7 | 1,2 | 0,2 | 9,6 |
| Carriera  | Carriera        | 9  | 3  | 19,0 | 50,0 | 41,2 | 75,0 | 1,7 | 2,7 | 1,2 | 0,2 | 9,6 |

## Palmarès
- All-NBDL All-Defensive First Team (2018)